# Neues Archiv für Niedersachsen
Das Neue Archiv für Niedersachsen, kurz auch Neues Archiv, ist laut Untertitel eine Zeitschrift für Stadt-, Regional- und Landesentwicklung des Bundeslandes Niedersachsen. Die halbjährlich jeweils im Juni und Dezember erscheinende Fachzeitschrift berichtet mit jeweils verschiedenen Schwerpunkten einzelner Ausgaben, etwa zur Expo 2000, über Forschungsergebnisse zu Niedersachsen und bringt Aufsätze zu Themen der Landeskunde. Eine ständige Rubrik ist die Bibliographie zu neuen Publikationen über die Bundesländer Niedersachsen und Bremen. Einmal jährlich wird eine statistische Übersicht zur raumstrukturellen Entwicklung der niedersächsischen Regionen gegeben.
Herausgeber des Neuen Archivs ist der Verein Wissenschaftliche Gesellschaft zum Studium Niedersachsens unter der Adresse des Niedersächsischen Heimatbundes in Hannover.

## Geschichte
Die Zeitschrift erschien erstmals ab 1940 bis zur Ausgabe 24 im Jahr 1944 im Oldenburger Stalling Verlag unter dem Titel Archiv für Landes- und Volkskunde von Niedersachsen. Veröffentlichungen mit Beiträgen der Universität Göttingen, dem Provinzial-Institut für Landesplanung, Landes- und Volkskunde von Niedersachsen, Reihe C, sowie der Wirtschaftswissenschaftlichen Gesellschaft zum Studium Niedersachsen, die dann auch in fünf Bänden zusammengefasst herausgegeben wurden. 1950 erschien die 25ste Ausgabe.
Zeitweilig parallel wurde das Blatt von Kurt Brüning bereits für die Jahre 1947 und 1948 herausgegeben unter dem Titel Neues Archiv für Landes- und Volkskunde von Niedersachsen im Bremer Dorn-Verlag und enthielt als Beiheft verschiedene Statistische Monatshefte Niedersachsen. Den heutigen Namen erhielt die Zeitschrift 1949.